# 田中町 (神戸市)
田中町（たなかちょう）は、兵庫県神戸市東灘区の旧・本山村域（本山地区）の西南端、国道2号線を南限・住吉川を西限・JR東海道本線を北限とする。
東は本山中町、南は甲南町、西は住吉川を隔て住吉東町、北はJR線を隔て西岡本とその東の岡本。
東から順に一丁目から五丁目があり、昭和45年（1960年）6月1日に住居表示実施に伴い本山町田中字元清水が一丁目、同字中ノ町が二丁目、同字手水町（東半）・上高田（東半）・高田（東部）と同町岡本字地蔵西が三丁目、同町田中字手水町（西半）・上高田（西半）、同町岡本字六方・同町野寄字東往還ノ下（東北部）・天王・大田（東部）・高田（西部）が四丁目、東往還ノ下（西北部）・西往還ノ下・大田（西部）・往還ノ上・池ノ下（北部）を五丁目として成立した。
平成17年国勢調査（2005年10月1日現在）における世帯数は3,224、人口6,947で内男性3,160人・女性3,787
人。

## 町名の変遷
| 昭和25年10月10日                                   | 昭和45年6月1日   |
| -------------------------------------------------- | ---------------- |
| 本山町田中字元清水                                 | 田中町一丁目     |
| 本山町田中字中ノ町                                 | 田中町二丁目     |
| 本山町岡本字地蔵西                                 | 田中町三丁目     |
| 本山町田中字手水町                                 | 田中町三・四丁目 |
| 本山町田中字上高田                                 | 田中町三・四丁目 |
| 本山町田中字高田（北半、甲南町になった以外）       | 田中町三・四丁目 |
| 本山町岡本字六方                                   | 田中町四丁目     |
| 本山町野寄字天王                                   | 田中町四丁目     |
| 本山町野寄字東往還ノ下（北半、甲南町になった以外） | 田中町四・五丁目 |
| 本山町野寄字大田                                   | 田中町四・五丁目 |
| 本山町野寄字西往還ノ下                             | 田中町五丁目     |
| 本山町野寄字往還ノ上                               | 田中町五丁目     |
| 本山町野寄字池ノ下（北部、甲南町になった以外）     | 田中町五丁目     |

## 施設
- 神戸市立本山南中学校
- 三王神社
- 安念寺